# Uyugan
Uyugan es un municipio de sexta categoría perteneciente a la provincia de Batanes en la región administrativa de Valle del Cagayán. Se encuentra situado en la isla de Batán la cual forma parte del archipiélago batán, en el estrecho de Luzón entre la isla de  Luzón y  la  de Formosa. Este grupo de islas son la provincia filipina más meridional. 

## Geografía
Tiene una extensión superficial de 16.28 km² y según el censo del 2007, contaba con una población de 1.203 habitantes, 1.240 el día primero de mayo de 2010

### Ubicación
| Noroeste:Itbatat | Norte: Mahatao          | Noreste: Océano Pacífico    |
| Oeste: Mahatao   |                         | Este: Océano Pacífico       |
| Suroeste: Sabang | Sur: Canal de Balintang | Sureste: Canal de Balintang |

### Barangayes
San Juan se divide administrativamente en 4 barangayes o barrios, dos de los cuales tienen carácter rural, mientras que los dos restantes son considerados como  urbanos.
| Barangay                 | Población (2010) | Código (2012) |
| ------------------------ | ---------------- | ------------- |
| Kayvaluganan (Población) | 324              | 020906001     |
| Imnajbu                  | 159              | 020906002     |
| Itbud                    | 463              | 020906003     |
| Kayuganan (Población)    | 294              | 020906004     |